# Kökar
Kökar este o comună din Finlanda.